# Scincella rupicola
Espèce
Synonymes
- Lygosoma rupicola Smith, 1916
- Leiolopisma rupicola (Smith, 1916)
- Leiolopisma rupicolum (Smith, 1916)

Scincella rupicola est une espèce de sauriens de la famille des Scincidae.

## Répartition
Cette espèce est endémique du Viêt Nam.

## Publication originale
- Smith, 1916 : Description of three new lizards and a new snake from Siam. Journal of the Natural History Society of Siam, vol. 2, no 1, p. 44-47 (texte intégral).